# Josef Clemens
Dom Josef Clemens (Siegen, 20 de junho de 1947) é um bispo católico alemão e Secretário do Pontifício Conselho para os Leigos no Vaticano. Foi secretário particular do Cardeal Joseph Ratzinger por cerca de 20 anos até 2003.

## Biografia
Ele nasceu em Siegen, Alemanha, e foi ordenado sacerdote em 10 de outubro de 1975 pelo Cardeal Hermann Volk para a Arquidiocese de Paderborn.
Trabalhou na Cúria Romana, na Congregação para a Doutrina da Fé, e durante muitos anos foi secretário pessoal do Cardeal Joseph Ratzinger, futuro Papa Bento XVI.
Em 2003, por alguns meses, foi subsecretário da Congregação para os Institutos de Vida Consagrada e Sociedades de Vida Apostólica.
Em 25 de novembro de 2003, foi nomeado pelo Papa João Paulo II como secretário do Pontifício Conselho para os Leigos e, ao mesmo tempo, elevado a bispo titular de Segerme.
Ele recebeu a consagração episcopal em 6 de janeiro de 2004 do Cardeal Joseph Ratzinger, com os Arcebispos Stanisław Ryłko (mais tarde Cardeal) e Hans-Josef Becker como co-consagradores.
Ele deixou o cargo de secretário do Pontifício Conselho para os Leigos em 1º de setembro de 2016, quando, por vontade do Papa Francisco, este órgão foi extinto e incorporado ao Dicastério para os Leigos, a Família e a Vida.
Em 14 de novembro de 2020, o Papa Francisco o nomeou delegado apostólico da Abadia de Klosterneuburg, um mosteiro católico de cônegos regulares agostinianos localizado na Baixa Áustria, ao norte de Viena, após abusos e irregularidades.